# Библиографическая база данных
Библиографическая база данных (англ. Bibliographic database) — электронная система, в которой размещают, хранят, обменивают информацию библиографические ссылки.
Библиографические базы данных заменили традиционные печатные каталоги. Могут быть общими или специальными — дисциплинарными.
До середины 20-го века людям, ищущим опубликованную литературу, приходилось полагаться на печатные библиографические указатели, созданные вручную из каталожных карточек. «В начале 1960-х компьютеры были впервые использованы для оцифровки текста; цель состояла в том, чтобы сократить затраты и время, необходимые для публикации двух американских реферативных журналов, Index Medicus Национальной медицинской библиотеки и Scientific and Technical Aerospace Reports of Национальное управление по аэронавтике и исследованию космического пространства (НАСА). К концу 1960-х годов такие массивы оцифрованной буквенно-цифровой информации, известные как библиографические и числовые базы данных, представляли собой новый тип информационных ресурсов.

## Характеристика
Библиографическая информация — это информация об источниках информации, что позволяет их эффективно обнаруживать и однозначно идентифицировать, а также служит их заменителем в информационных процессах и выполняет роль посредника между потребителем и информационными ресурсами. Библиографическая информация существует как совокупность библиографических записей, каждый из которых является отдельным информационным ресурсом. Библиографическая запись, в свою очередь, состоит из элементов, каждый из которых раскрывает один из признаков информационного ресурса.
В системах управления библиографической информацией создаются значительно меньшие базы публикаций, чем в библиографических базах данных, и используются одним человеком или группой людей. Данные системы легко устанавливаются на отдельном персональном компьютере или мобильном устройстве (EndNote).
Разработка систем управления библиографической информацией объясняется стремительным ростом большого количества научной, учебной и профессиональной литературы. Известно, что «основным фактором, определяющим слаженную коллективную работу учёных, является организация передачи информации».